# ピピ (ファミスタ)
ピピ（P.P.）は、バンダイナムコゲームス（旧ナムコ）の野球ゲーム・ファミスタシリーズなどに登場する架空の野球選手（投手）及び監督。左投げ左打ち。ナムコスターズのエース投手。

## 概要
ファミスタシリーズ第1作「プロ野球ファミリースタジアム」（1986年発売）でナムコスターズの左上手投げ先発投手として登場。150km/hの速球とカーブを武器とする本格派投手である。名前の由来はナムコが1982年にリリースしたレースゲーム「ポールポジション」（Pole Position）の略称「P.P.」で、ハードの機能上の問題から選手名に使用可能な文字が平仮名のみ4文字かつ濁点・半濁点を1文字にカウントする制約により、本来「ぴいぴい」となるべき所を「ひ゜ひ゜」と表記されたものである。これがそのまま定着したことから、後にハードの性能向上で文字数の制約が撤廃されてからも名前の由来を離れて「ぴぴ」または片仮名で「ピピ」と表記されている。
1988年に双葉社からファミコン冒険ゲームブックの1タイトルとして刊行された「プロ野球ファミリースタジアム ナムコスターズの挑戦」では選手兼任監督として登場。本作では親会社（ナムコではなく「カモン食品」とされている）の倒産により球団解散の危機を迎えた弱小球団・ナムコスターズの新スポンサー探しに奔走、メジャーリーガーズとのオープン戦に勝利することを条件に球団を引き受けるとの条件を実業家・奈夢古氏より引き出してメジャーリーガーズとの無謀な対決に挑むというストーリーが好評を博して続刊が出され、全5冊の人気シリーズとなった。特に、第3巻「WE ARE THE CHAMPION!」では「ノックをしていてうっかりホームランを打ってしまうほど打撃のセンスも優秀で、半年に1回の特別代打時は国民の半分が熱狂する」という設定が追加されており、ウルトラオールドスターズ戦の展開次第では、自ら代打に立ち逆転サヨナラホームランを放つ活躍をすることができる。
現役選手としては「88」以降、表舞台から姿を消していたがゲームブックの設定が本編に逆輸入され「ファミスタ'93」では監督として登場。
ニンテンドー ゲームキューブ「ファミリースタジアム2003」ではワンポイントリリーフとして投手陣に復帰、その後の作品（携帯アプリ版など）では再びエースピッチャーとして君臨している。
プレイステーション2「プロ野球 熱スタ2007」では名前の由来であるポールポジションのゲーム画面を象った覆面を付けて登場しており、年齢は本作発売の2007年4月5日時点で30歳とされている。
決め球を持つようになった作品では「ターボ」の魔球を持つ。投げるとボールが一気に加速し、最大球速は190km/h台に達する。

### 背番号
本編
「ファミスタ'93」では93、「ファミスタ'94」では94、投手に復帰後の「プロ野球 熱スタ2007」では18。
ゲームブック
選手兼任監督時代は18、第2巻「風雲オールスター戦」で監督専業となって以降は99。

## 成績
ファミコン版・PCエンジン版の成績（第1作は年数表示がないので86と記す）
- 「右・左」はカーブ・シュートの変化（左投手につき右がシュート・左がカーブ）。「縦」はフォークボール。

| 作品名       | 防御率 | 球速 | 右 | 左 | 縦 | 備考  |
| ------------ | ------ | ---- | -- | -- | -- | ----- |
| 86           | 4.50   | 150  | 3  | 8  | 1  | 先発1 |
| 87           | 4.48   | 150  | 3  | 8  | 1  | 先発1 |
| ワースタ(88) | 4.32   | 150  | 2  | 8  | 1  | 先発1 |